# Levéljáró bíbic
A levéljáró bíbic (Vanellus crassirostris) a madarak osztályának  lilealakúak (Charadriiformes) rendjébe, ezen belül a lilefélék (Charadriidae) családjába tartozó faj. Sorolják a Hoplopterus nembe Hoplopterus crassirostris néven is.

## Rendszerezése
A fajt Gustav Hartlaub német orvos és ornitológus írta le 1849-ben, a Chettusia nembe Chettusia crassirostris néven.

## Alfajai
- Vanellus crassirostris crassirostris (Hartlaub, 1855)
- Vanellus crassirostris leucopterus Reichenow, 1889[1]

## Előfordulása
Afrika keleti és déli részén, Angola, Botswana, Burundi, Csád, a Dél-afrikai Köztársaság, Dél-Szudán, Etiópia, Kamerun, Kenya, a Kongói Demokratikus Köztársaság, Malawi, Mozambik, Namíbia, Nigéria, Ruanda,  Szudán, Tanzánia, Uganda, Zambia, és Zimbabwe területén honos.
Természetes élőhelyei a mocsarak, tavak, csatornák, folyók, patakok és szezonálisan elárasztott mezőgazdasági földterületek. Állandó, nem vonuló faj.

## Megjelenése
Testhossza 31 centiméter, testtömege 162-225 gramm.
|  |

## Életmódja
Vízi rovarokkal, lárvákkal, szitakötő nimfákkal, bogarakkal, hangyákkal és kisebb csigákkal táplálkozik.

## Természetvédelmi helyzete
Az elterjedési területe rendkívül nagy, egyedszáma viszont ismeretlen. A Természetvédelmi Világszövetség Vörös listáján nem fenyegetett fajként szerepel.